# Peel (Australie)
Pour les articles homonymes, voir Peel.

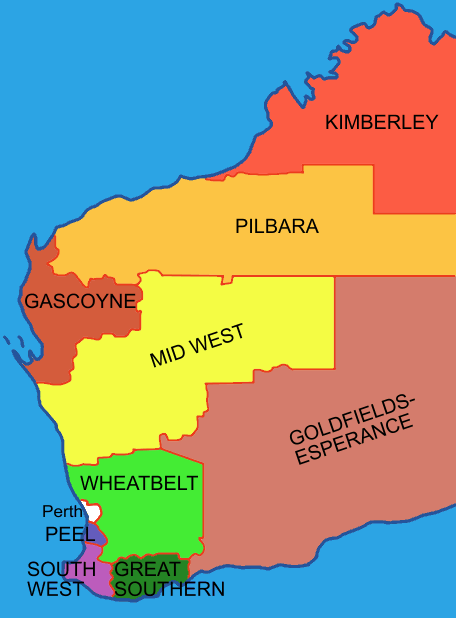
Carte des régions de l'Australie-Occidentale.

La région de Peel  est la plus petite des neuf régions d'Australie-Occidentale.
Elle doit son nom à Thomas Peel, le premier colon européen à s'être installé à ce qui allait devenir Mandurah.
Elle est située sur la côte ouest de l'État, à environ 75 km au sud de Perth. Elle est limitée par la zone de Perth au nord, le Wheatbelt à l'est, le South West au sud et l'océan Indien à l'ouest.
Sa superficie totale est de 6 648 km2 tandis que sa population s'élève à environ 80 000 personnes, dont les deux tiers vivent à Mandurah.
L'économie de la région est dominée par l'industrie minière et la transformation des métaux : la région dispose de grandes réserves de bauxite, quelques réserves d'or et de métaux lourds et une raffinerie d'aluminium. Un autre secteur économique important est l'agriculture avec notamment l'élevage des chevaux.
Les zones d'administration locale sont la ville de Mandurah et les comtés de Boddington, Murray, Serpentine-Jarrahdale et Waroona.